# 栽麻镇
栽麻镇，是中华人民共和国贵州省黔东南苗族侗族自治州榕江县下辖的一个乡镇级行政单位。
2016年1月14日，贵州省人民政府批复同意撤销栽麻乡建制，设置栽麻镇，撤乡设镇后行政区域和政府驻地不变。

## 行政区划
栽麻镇下辖以下地区：
一村、二村、高洞村、大利村、苗兰村、小利村、八匡村、高扒村、归柳村、宰荡村、岭所村和丰登村。

## 中国传统村落
- 2012年12月，大利村、宰荡村被评为首批“中国传统村落”。
- 2013年8月，苗兰村侗寨被评为第二批中国传统村落。